# Julio César Salas (municipalité)
Pour les articles homonymes, voir Salas.
Julio César Salas est l'une des vingt-trois municipalités de l'État de Mérida au Venezuela. Son chef-lieu est Arapuey. En 2011, la population s'élève à 14 666 habitants.

## Étymologie
La municipalité est nommée en l'honneur de l'ethnologue et historien vénézuélien Julio César Salas (1870-1933).

## Géographie

### Subdivisions
La municipalité possède une seule paroisse civile et une parroquia capital, traduite ici par « capitale » (en italiques et suivie d'une astérisque) avec, chacune à sa tête, une capitale (entre parenthèses) :
- Capitale Julio César Salas * (Arapuey) ;
- Palmira (San José de Palmira).